# Rue du Ruisseau (Paris)
Pour les articles homonymes, voir Rue du Ruisseau.
La rue du Ruisseau est une voie située dans le 18e arrondissement de Paris, en France.

## Situation et accès
La rue du Ruisseau est une voie du nord de Paris, située porte de Clignancourt. Elle débute au sud à l'intersection des rues Duhesme et Marcadet et se termine au nord sur le boulevard Ney.

## Origine du nom
Anciennement chemin du Ruisseau, le long duquel s’écoulait l’eau de l'ancienne fontaine du But — un point culminant de la butte Montmartre — encore présente au XVIIIe siècle.
La fontaine, dite aussi « fontaine du Buc », était située  place Constantin-Pecqueur.

## Historique
La rue du Ruisseau est, à l'origine, une voie de la commune de Montmartre. Après le rattachement de Montmartre à Paris en 1859, cette voie est classée officiellement dans la voirie parisienne le 23 mai 1863.

## Bâtiments remarquables et lieux de mémoire
- Les Jardins du Ruisseau, des jardins partagés aménagés sur la ligne de Petite Ceinture qui passe en contrebas de la rue à son extrémité nord.
- De l'autre côté des voies, La Recyclerie, lieu de vie destiné à promouvoir le recyclage et valoriser les initiatives collaboratives. Comprend également un bar et un restaurant.
- La villa des Tulipes, impasse qui débouche à droite du no 99.

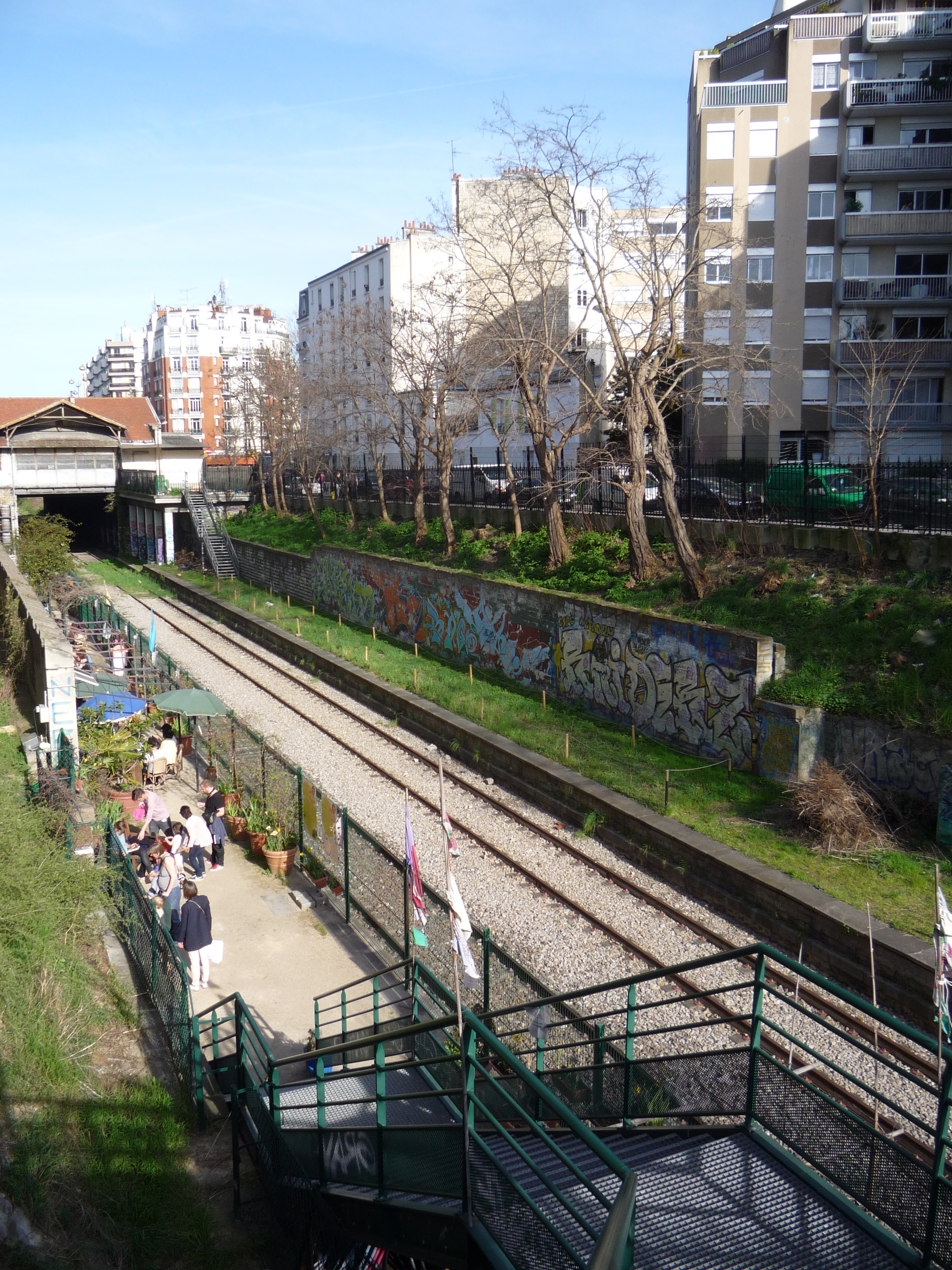
Les Jardins du Ruisseau, à gauche.
Concert donné à la Recyclerie, dans l'ancienne gare du boulevard Ornano.
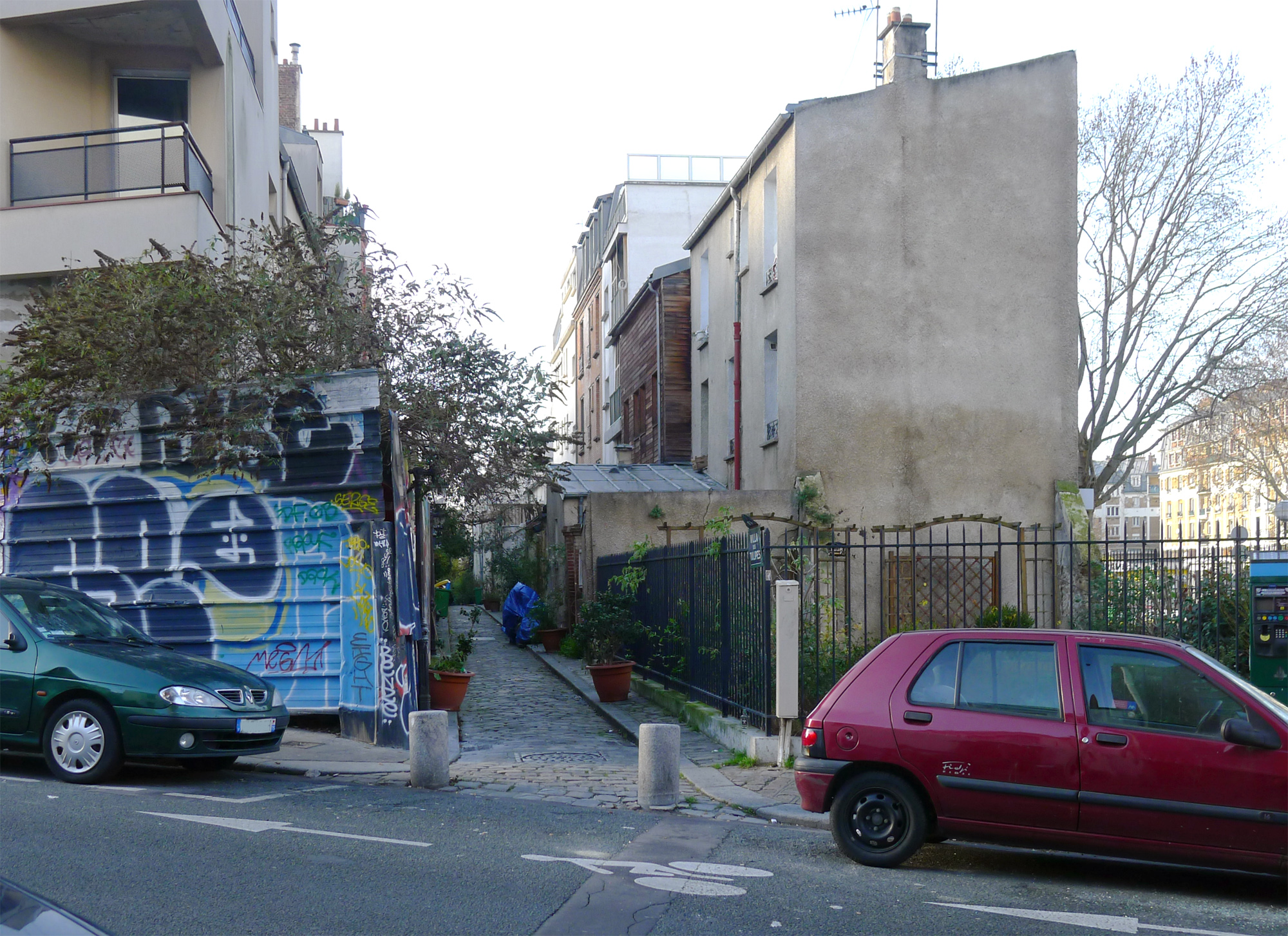
La villa des Tulipes.